# Nový Oldřichov
Nový Oldřichov település Csehországban, Česká Lípa-i járásban. Nový Oldřichov Slunečná, Volfartice, Česká Kamenice és Kamenický Šenov településekkel határos. Lakosainak száma 792 fő (2024. január 1.).

## Népesség
A település lakosságának változását az alábbi diagram mutatja:
| Lakosok száma | 2012 | 2212 | 1911 | 899  | 744  | 638  | 793  | 772  | 788  | 792  |
|               | 1869 | 1890 | 1921 | 1950 | 1980 | 2001 | 2017 | 2019 | 2022 | 2024 |